# Stagno di Mulargia
Lo stagno di Mulargia è una zona umida situata in prossimità della costa sud-occidentale della Sardegna.

Di proprietà demaniale della Regione Sardegna, appartiene amministrativamente ai comuni di Giba e San Giovanni Suergiu.
Ha una superficie di 1,96 Km² e una salinità media di 0,56 psu.

Con la direttiva comunitaria "Habitat" n. 92/43/CEE approvata dall'Unione europea viene dichiarato sito di interesse comunitario (ITB042226) e inserito nella rete Natura 2000 con l'intento di tutelarne la biodiversità, attraverso la conservazione dell'habitat, della flora e della fauna selvatica presenti.